# Colle di Tora
Colle di Tora là một đô thị ở tỉnh Rieti trong vùng Latium, có khoảng cách khoảng 50 km về phía đông bắc của Roma và cách khoảng 20 km southvề phía đông của Rieti. Tại thời điểm ngày 31 tháng 12 năm 2004, đô thị này có dân số 373 người và diện tích là 14,2 km².
Colle di Tora giáp các đô thị: Castel di Tora, Poggio Moiano, Pozzaglia Sabina, Rocca Sinibalda.